# Richteria djilgense
Richteria djilgense là một loài thực vật có hoa trong họ Cúc. Loài này được (Franch.) K.Bremer & Humphries miêu tả khoa học đầu tiên năm 1993.